# Centro estero per l'internazionalizzazione
Il Centro estero per l'internazionalizzazione (abbreviato: Ceipiemonte) è il soggetto pubblico che in Piemonte si occupa dello sviluppo del territorio su scala internazionale, in particolare seguendo questi filoni di attività:
- il rafforzamento della presenza delle imprese piemontesi sui mercati esteri
- l'attrazione degli investimenti in Piemonte
- la promozione all'estero dei prodotti agroalimentari piemontesi
- la formazione del personale di enti e imprese sul commercio internazionale e su tematiche tecnico-normative.

## La nascita di Ceipiemonte
Ceipiemonte, società consortile per azioni, è stato costituito il 19 dicembre 2006. Regione Piemonte e Unioncamere Piemonte, in accordo con le rappresentanze delle categorie economiche, hanno promosso la creazione della nuova società (Legge regionale n. 13 del 13 marzo 2006), con la finalità di razionalizzare e coordinare in un unico ente le diverse istituzioni e funzioni legate all'internazionalizzazione.
Sono confluiti in Ceipiemonte, in toto o parzialmente, i seguenti enti:
- Centro Estero Camere Commercio Piemontesi
- ITP (Invest in Torino Piemonte), agenzia per l'attrazione di investimenti
- MKTP (srl a partecipazione pubblica attiva nel marketing territoriale)
- Agenzia Turistica Regionale
- IMA (Istituto Marketing Alimentare)
- Consorzio Piemontese di Formazione

Ceipiemonte è il primo caso italiano di dedicata all'internazionalizzazione.

## I soci
La compagine societaria di Ceipiemonte è composta dai principali attori istituzionali dello sviluppo locale, del mondo accademico e della ricerca.
I soci promotori di Ceipiemonte sono Regione Piemonte e Unioncamere Piemonte.
Gli altri soci sono: tutte le Camere di Commercio del Piemonte e la Camera di Commercio di Aosta; gli atenei piemontesi (Politecnico di Torino, Università del Piemonte Orientale).

## Piano per l'internazionalizzazione
Dal 2013 Ceipiemonte gestisce un programma di attività legato al Piano strategico per l'internazionalizzazione varato da Regione Piemonte che comprende i Progetti Integrati di Filiera - promossi dalla Regione Piemonte e cofinanziati dal Fondo Europeo Sviluppo Regionale attraverso il POR FESR Piemonte 2014-2020 -, progetti che selezionano una filiera per accompagnare le imprese che ne fanno parte su mercati idonei.

## Attività e obiettivi
L'ente ha tra i suoi fini la promozione a livello internazionale delle attività economiche localizzate in Piemonte. Questo obiettivo viene perseguito individuando filiere produttive omogenee. Le aziende facenti parte di tali cluster sono quindi coinvolte in attività di promozione come l'organizzazione di seminari, la partecipazione a fiere di settore oppure incontri con aziende estere.